# Tragedia de Tomé
El 9 de febrero de 2013, un autobús con hinchas del Club Deportivo O'Higgins desabarrancaron cerca de 100 metros en la Cuesta Caracol de la comuna de Tomé, muriendo 16 personas de la hinchada del club Trinchera Celeste, lo cual fue conocido por la prensa como la «Tragedia de Tomé». Es uno de los accidentes de fanáticos del fútbol más catastróficos y tristes en Chile y a nivel mundial. Desde el 2013 por aprobación de la  Cámara de Diputados de Chile quedó registrado como el "Día nacional del hincha de fútbol" 

## Historia
El 8 de febrero del 2013, O'Higgins debía viajar al Estadio CAP para medirse con Huachipato por la 3° fecha del Torneo Transición, varias horas de viaje cerca de 430 kilómetros separan Rancagua de Talcahuano el partido se jugaba a las 22:00, finalmente el partido fue favorable para los celestes pues se impusieron 2 goles a 0 ante los Acereros con goles de Gonzalo Barriga y Rodrigo Rojas, cabe destacar que el elenco del sur era el campeón vigente del torneo nacional. 
Una vez finalizado el encuentro los más de 200 hinchas de O'Higgins debían regresar a su ciudad, algunos hinchas de la barra del club Trinchera Celeste tenían presupuestado viajar a Dichato para celebrar el triunfo conseguido. Eran cerca de las 1:00 AM cuando en redes sociales se comentaba que había ocurrido un accidente en la Cuesta Caracoles de Tomé, (carretera de curvas muy cerradas y peligrosas que unen las ciudades de Tomé y Lirquén). Después de unas horas se confirmó la noticia y claramente se trataba de los hinchas celestes que habían sufrido un accidente y que el autobús interurbano en el que viajaban cayó a un precipicio de aproximadamente 150 metros. Las primeras informaciones decían que el autobús habría sufrido un calentamiento en las balatas de los frenos que en consecuencia produjo esta tragedia. Finalmente, la SIAT de Carabineros de Chile dio a conocer como causas del accidente el desconocimiento de la ruta y el exceso de velocidad. De los 37 hinchas que viajaban en el autobús 16 perdieron la vida en ese lugar y 21 heridos que fueron trasladados a hospitales más cercanos. 
Al día siguiente, familiares de las víctimas y heridos viajaron desde Rancagua a los hospitales para obtener más información de lo que ocurrió. Dirigentes del club también viajaron al lugar entre ellos Pablo Hoffmann, Gerente General, y el entrenador Eduardo Berizzo, quien en representación del plantel dio las condolencias a las familias afectadas. En Rancagua se decretaron 3 días de luto regional y en distintas canchas de Chile y en otros lugares del mundo se realizaron minutos de silencio. Esta tragedia es considerada como el peor desastre que ha ocurrido en la historia del fútbol chileno y dentro de las más tristes a nivel mundial.

## El partido
| 8 de febrero de 2013, 22:00 | Huachipato | 0:2 (0:1) | O'Higgins               | CAP, Talcahuano (Concepción)                              |                                                           |
|                             |            | Reporte   | Barriga 26' · Rojas 61' | Asistencia: 2.862 espectadores Árbitro(s): Eduardo Gamboa | Asistencia: 2.862 espectadores Árbitro(s): Eduardo Gamboa |

## Lista de fallecidos

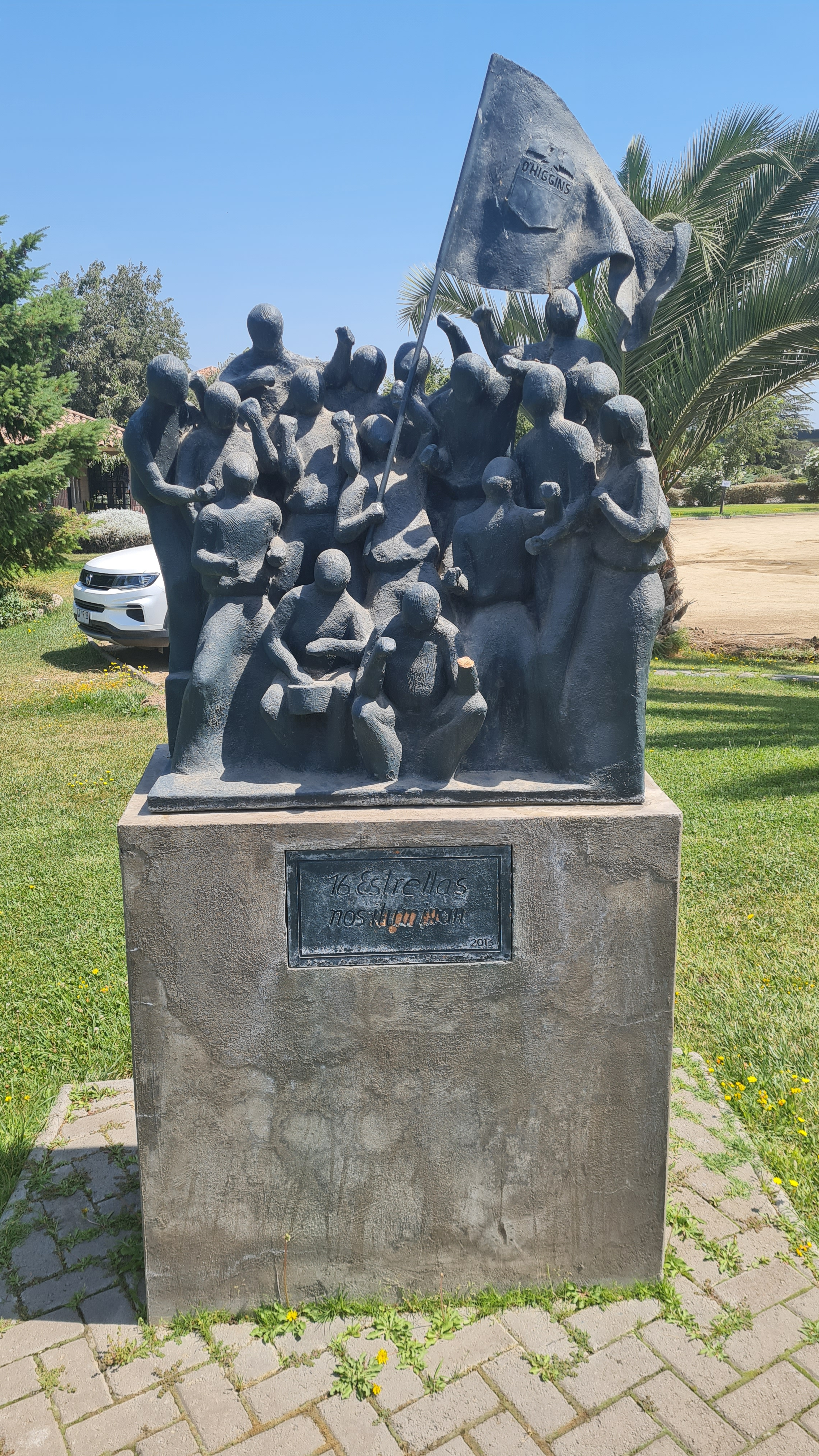
Memorial "16 estrellas nos iluminan" en el Monasterio Celeste, en homenaje a los fallecidos en la tragedia de Tomé

Se pensaba que eran más de 16 hasta el último informe de Bomberos de Chile y personal de la Sección de Investigación de Accidentes en el Tránsito "SIAT" donde se confirmó la lista oficial.
| - Felipe Ignacio Bañado Hernández (17 años) - Sergio Andrés Ríos Rojas (28 años) - Tomás Andrée Loch Albornoz (18 años) - Nicolás Eduardo Osorio Montre (21 años) - Joaquín Sebastián Ávila Muñoz (16 años) - Arleth Belén Candia Morales (25 años) - Matías Alejandro Droguett Carrasco (16 años) - Rodrigo Felipe Valdés Aliaga (15 años) | - Ignacio Antonio Jerez Rojas (17 años) - Alex Ramiro Carrasco Hoffmeister (24 años) - Andrés Nicolás Osorio Cantillana (15 años) - Diego Esteban Sánchez Faúndez (19 años) - Luis Alberto Contreras Aedo (15 años) - Gonzalo Enrique Pavez Osorio (17 años) - Tomás Benjamín Contreras Román (1 año) - Hugo Bernardo Contreras Becerra (chofer del bus, 38 años) |

## Lista de heridos
Lista confirmada el 10 de febrero de 2013.
| - Andrés Contreras Román - Aracely Román Garrido - Byron Castillo Orellana - Carlos Godoy Escobar - Cristian Alcayaga - César Muñoz Huerta - Danilo González Pizarro | - Guillermo Fernández Arévalo - Jonathan Cornejo Becerra - Leandro Lira Arenas - Sebastián Ortega Moreno - Sebastián Troncoso Cortés - Simón Orellana Castillo - Paulina Silva Campos | - Ramón Morales Osorio - Sebastián Osorio Cantillana - Xiomara López Maulén - José González Covarrubias - Sebastián Jofré Valdivia - Felipe Ríos Rojas - Nicolás González Covarrubias - Nicolás Hidalgo Pavéz |

## Condolencias del máximo organismo del fútbol
"Con sumo y hondo pesar te escribo estas líneas tras conocer la triste noticia del fallecimiento 16 de hinchas del club O’Higgins de Rancagua en un accidente de autobús el sábado pasado. Estoy particularmente conmovido al saber que perdieron la vida mientras seguían su pasión por el futbol tras salir de viaje para ver jugar a su equipo fuera de casa.
En nombre de la FIFA, quiero hacerte llegar nuestro más sentido pésame por esta dolorosa perdida, desear mucha fuerza a las familias de las víctimas. La comunidad del fútbol los acompaña en su dolor y desea sinceramente que estas palabras les reconforten un poco para sobrellevar esta pena”.
Joseph Blatter, presidente de la FIFA. (2013)

"Señor Sergio Jadue Jadue:

Quiero expresar mis condolencias, en nombre del fútbol sudamericano, y el mío propio, por la tragedia que enluta a la
República de Chile, a raíz, del fallecimiento de los 16 hinchas del Club O'Higgins de Rancagua, que impulsados por el amor a la camiseta celeste, segaron su vida, en un impensado accidente.

Señor Presidente Jadue, le ruego a Usted, transmita nuestro pesar y solidaridad a todas las familias que lloran hoy a sus seres queridos.”
Nicolás Leoz, presidente de la Conmebol. (2013)

## Honores y reconocimientos

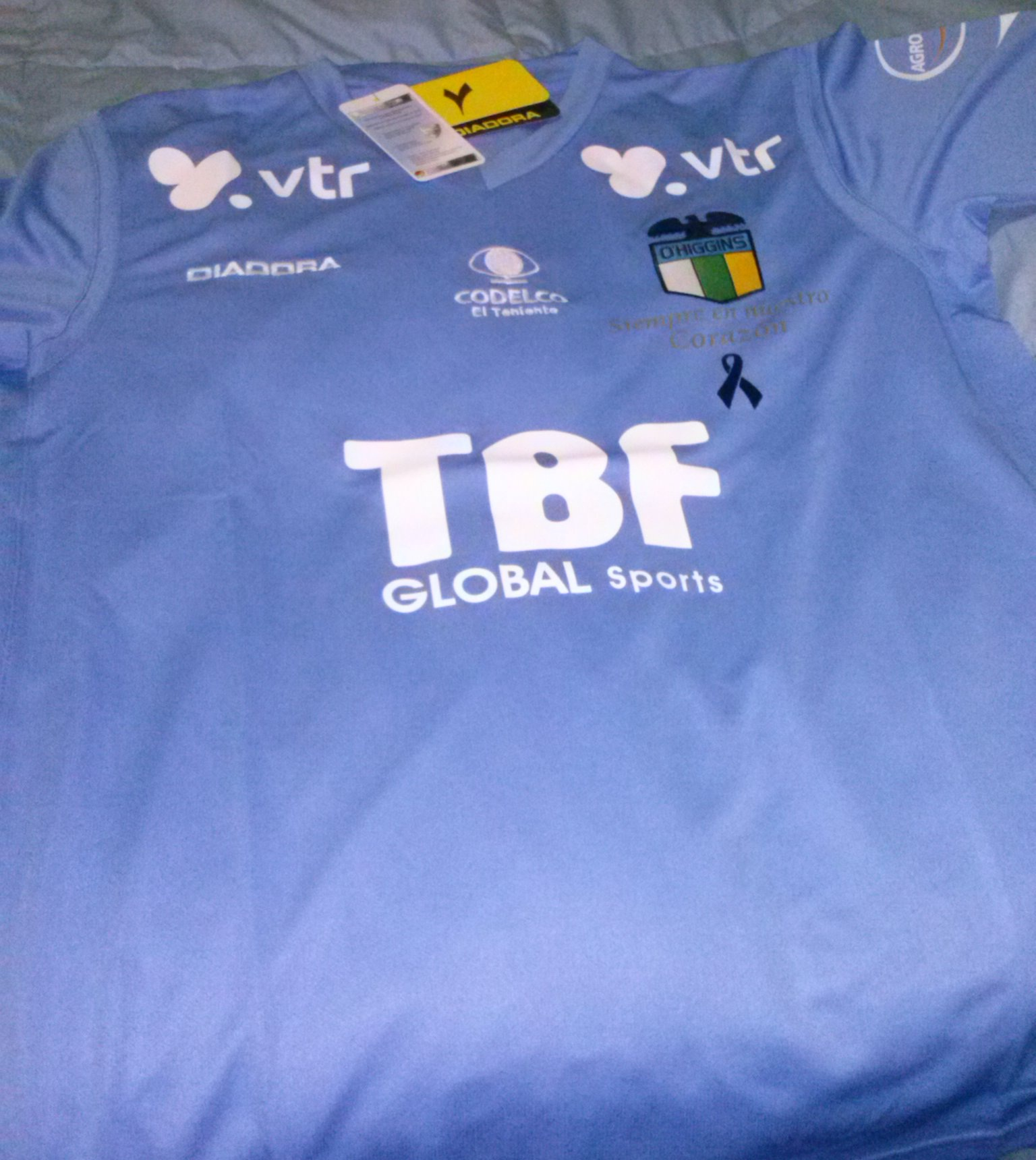
Camiseta de O'Higgins, con un símbolo de luto bajo el escudo del equipo.

Desde que ocurrió el accidente la camiseta oficial del club lleva un lazo de luto abajo del escudo. Hasta el año 2014, fue acompañado con la frase "Siempre en nuestro corazón".
El 29 de noviembre de 2013 se inauguró un memorial en el centro deportivo del Club Deportivo O'Higgins, Monasterio Celeste con el nombre "16 estrellas nos iluminan". Asimismo, meses tras el trágico accidente, los alcaldes de Rancagua y de Tomé anunciaron la construcción de un nuevo memorial en el lugar del accidente, que se sumaría al levantado por la Municipalidad de Rancagua en la Carretera del Cobre, muy cerca al Estadio El Teniente.
Para la nueva reconstrucción del Estadio El Teniente se decidió dejar 16 butacas de color celeste en la galería Angostura donde históricamente la barra Trinchera Celeste alienta al equipo, en reconocimiento de los hinchas fallecidos. En la misma línea, en 2022, la histórica galería Angostura del Estadio El Teniente pasó a llamarse "Galería 16" para homenajear a las víctimas del accidente.
Asimismo, el club Huachipato descubrió el 27 de octubre de 2018, en el duelo entre acereros y celestes válido por la fecha 27 del torneo nacional de Primera División, una placa en su estadio, en conmemoración a los hinchas fallecidos en la tragedia.

## Investigación judicial
En mayo de 2018, el Tercer Juzgado Civil de Concepción acogió una demanda de indemnización de perjuicios presentada por familiares y víctimas del accidente contra el Estado de Chile, condenándolo a pagar por falta de servicio un total de 1.394 millones de pesos. El fallo del tribunal señaló que, al tratarse la ruta de un camino público, «a la Dirección de Vialidad (del MOP) correspondía tanto su conservación como la instalación de señalética que previniera a los conductores sobre los peligros de la vía, sin embargo en el caso de autos, a la luz de los antecedentes probatorios aportados por las partes, dicha obligación resulta incumplida», lo que «permite construir la responsabilidad del Ministerio de Obras Públicas, específicamente de la Dirección de Vialidad en los hechos objeto de estos antecedentes». En el dictamen judicial, además, se rechazaron los argumentos del Consejo de Defensa del Estado que apuntaban como causa principal del accidente, el exceso de velocidad con que el conductor enfrentó la curva, dado que ella, de haberse configurado, era a causa del mal diseño vial de la ruta.